# رستم سعدولایف
رستم عبدالله‌ویچ سعدولایف (زاده ۲۵ ژوئیه ۱۹۵۰، تاشکند) بازیگر اهل کشور ازبکستان است.